# Paweł Brylowski
Paweł Brylowski (né le 29 juin 1989 à Kartuzy) est un coureur cycliste polonais.

## Palmarès sur route

### Par années
- 2010
  - 5e étape de Pologne-Ukraine
- 2011
  - 3e étape de Pologne-Ukraine (contre-la-montre)
  - 2e du championnat de Pologne du contre-la-montre espoirs
- 2013
  - 2e du championnat de Pologne du contre-la-montre en duo

### Classements mondiaux
| Année           | 2015 |
| --------------- | ---- |
| UCI Europe Tour | 890e |

## Palmarès sur piste

### Championnats du monde
- Ordrup 2010
  - 14e de la poursuite par équipes

### Championnats d'Europe
- Minsk 2009
  -  Médaillé de bronze de la poursuite par équipes espoirs

### Championnats nationaux
- 2008
  - 3e du championnat de Pologne de poursuite individuelle
- 2009
  - 2e du championnat de Pologne de l'américaine
- 2010
  -  Champion de Pologne de poursuite individuelle
  - 3e du championnat de Pologne de l'américaine
- 2011
  -  Champion de Pologne de l'américaine (avec Dawid Głowacki)
- 2012
  - 3e du championnat de Pologne de poursuite individuelle
  - 3e du championnat de Pologne de l'américaine
- 2013
  -  Champion de Pologne de poursuite par équipes (avec Mateusz Nowaczek, Adam Stachowiak et Adrian Tekliński)
  -  Champion de Pologne de l'américaine (avec Mateusz Nowaczek)